# 자이언트캥거루쥐
자이언트캥거루쥐(Dipodomys ingens)는 주머니생쥐과에 속하는 설치류의 일종이다. 미국 캘리포니아주의 토착종이다.

## 특징
자이언트캥거루쥐는 20여 종 이상의 캥거루쥐 중에서 가장 크고, 붓꼬리 형태를 지닌 꼬리를 포함하여 몸 길이는 약 15cm 정도이다. 털 색은 황갈색 또는 갈색을 띤다. 다른 캥거루쥐류처럼 큰 머리와 큰 눈 그리고 빠른 속도로 도약을 할 수 있는 길고 강한 뒷다리를 갖고 있다. 서식지가 심각하게 감소하고 있기 때문에 최근에 "멸종위기종"으로 추가되었다.